# José Bianco
 (février 2018).
Si vous disposez d'ouvrages ou d'articles de référence ou si vous connaissez des sites web de qualité traitant du thème abordé ici, merci de compléter l'article en donnant les références utiles à sa vérifiabilité et en les liant à la section « Notes et références ».
José « Pepe » Bianco, né le 21 novembre 1908 à Buenos Aires et mort le 24 avril 1986 dans la même ville, est un écrivain argentin. Auteur de romans, de nouvelles et d'essais, il a aussi pratiqué le journalisme. Il fut secrétaire de la revue Sur pendant deux décennies. Il était apprécié de Jorge Luis Borges.

## Biographie
José Bianco commence sa carrière littéraire en mars 1929 avec la publication de la nouvelle El límite dans le quotidien La Nación, où apparaît déjà son style élégant et soigné. En 1932, il publie La Pequeña Gyaros qui obtient le Prix Biblioteca del Jockey Club.
En 1941, il publie dans la revue Sur un de ses chefs-d'œuvre, Sombras suele vestir. Écrit originellement pour l'anthologie de littérature fantastique réalisée par Jorge Luis Borges, Silvina Ocampo et Adolfo Bioy Casares, Bianco prit du retard dans l'écriture ce qui fait que l'anthologie fut publiée en 1940 sans son conte, mais apparaît dans l'édition de 1967.
En 1943, il publie dans la revue Sur une autre de ses œuvres marquantes, Las ratas.
Certains de ses livres sont préfacés par Jorge Luis Borges, qui était son ami. José Bianco fait partie du cercle autour de la revue Sur, fondée et dirigée par Victoria Ocampo, faisant partie du comité de rédaction entre 1938 et 1961 au poste de secrétaire. En 1961, Victoria Ocampo le renvoie en raison de sa visite à Cuba où a eu lieu une révolution et pour sa participation au jury du Prix Casa de las Américas.
José Bianco fut très ami de l'écrivain cubain Virgilio Piñera et de Juan José Hernández.
En 1961, José Bianco commence à travailler à l'EUDEBA, la maison d'édition universitaire de Buenos Aires, mais il démissionne en 1967 en raison de la dictature de Juan Carlos Onganía, arrivé au pouvoir en 1966.
En 1973, il publie La pérdida del reino, roman à clé dans les milieux de la haute société de Buenos Aires et Córdoba ainsi que dans les milieux artistiques et intellectuels du Paris de l'après-guerre. Sa prose raffinée et mesurée raconte l'histoire d'un écrivain qui se débat entre l'amour et l'impossibilité d'écrire. Ce livre s'inscrit dans la veine de deux auteurs fondamentaux pour Bianco : Henry James et Marcel Proust.

## Œuvres
Prose
- Sombras suele vestir y otros relatos. Ediciones Atalanta, 2013,  (ISBN 978-84-939635-9-0).
- La pequeña Gyaros. Cuentos. Neuaufl. Seix Barral, Barcelona 1994,  (ISBN 950-731-093-2).
- La pérdida del reino. Novela. Ediciones B, Barcelona 1987,  (ISBN 84-7735-098-1).
- Las ratas. Novela. Seguido de „Sombras suele vestir“. Editorial Anagrama, Barcelona 1987,  (ISBN 84-339-1752-8).
- Sombras suele vestir. Novela. Emecé, Cuadernos de la Quimera, Buenos Aires, 1944. (Publié auparavant dans la revue Sur en 1941).

Essai
- Ficción y realidad. 1946-1976, Monte Avíla, Caracas 1977.

Traductions
José Bianco réalise plusieurs traductions d'auteurs tels que Henry James, Jean Paul Sartre, Julien Benda, Ambrose Bierce, entre autres.